# Fenerbahçe SK (fotboll)
Fenerbahçes SK:s fotbollslag är Fenerbahçe SK:s mest kända och populära sektion. Fenerbahçes hemmaplan finns i stadsdelen Kadıköy i den asiatiska delen av Istanbul, och arenan Fenerbahçe Şükrü Saracoğlu Stadyumu är Turkiets modernaste. Klubben är en av Turkiets mest framgångsrika och ett av de tre stora lag som totalt dominerat turkisk fotboll (Beşiktaş och Galatasaray är de båda andra).

## Historik och verksamhet

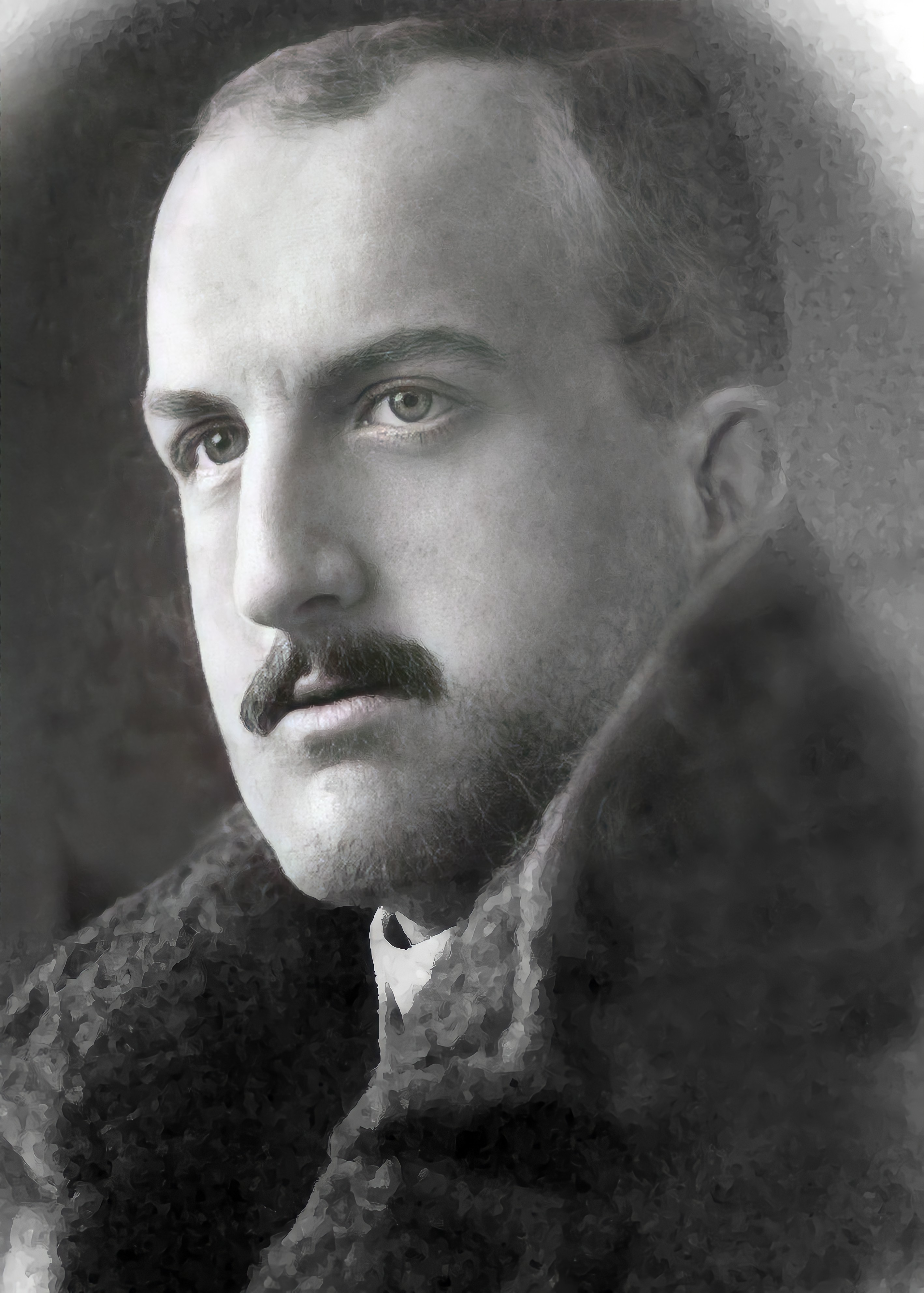
Nurizade Ziya Songülen, grundare och första president för Fenerbahçe.

Fenerbahçe grundades 1907 i Kadıköy, Istanbul, av de lokala männen Ziya Songülen, Ayetullah Bey och Necip Okaner. Denna grupp grundade klubben i hemlighet för att hålla en låg profil och inte hamna i några problem med de strikta osmanska reglerna, så stränga att sultan Abd ül-Hamid II förbjöd den turkiska ungdomen att inrätta en klubb eller delta i fotbollsmatcher som spelades av de engelska familjerna. De tre männen kom samman och drog slutsatsen att Kadıköy var i desperat behov av sin egen fotbollsklubb, där lokalbefolkningen skulle få en chans att utöva fotboll. Ziya Songülen valdes till klubbens första president, Ayetullah Bey blev den första generalsekreteraren och Necip Okaner fick befattningen som generalkapten. Fyren på Fenerbahçe-udden hade ett stort inflytande på utformningen av klubbens första logotyp. Fenerbahçes verksamhet hölls i hemlighet fram till en reform av lagstiftningen 1908, då alla fotbollsklubbar enligt en ny lag måste registrera sig för att existera lagligt.

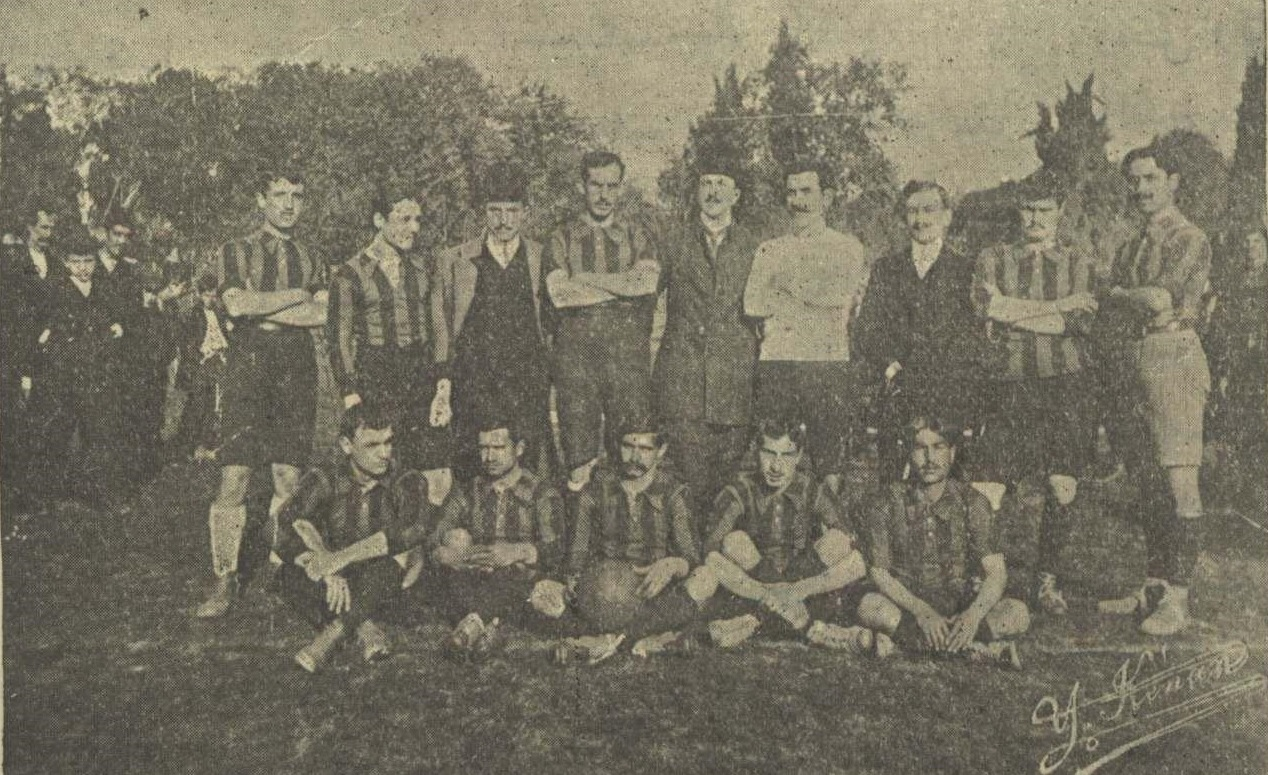
Fenerbahçe fotbollslag, säsongen 1907/08.

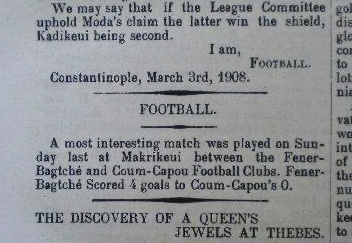
Tidningsnyheter om matchen som spelades av Fenerbahçe den 1 mars 1908.

Fenerbahçe vann det första Istanbulmästerskapet utan förlust 1911–1912 efter att ha slagit Galatasaray i den avgörande matchen. Segern var den första av klubbens 84 officiellt vunna cuper fram tills idag. 
Den turkiska ligan bildades 1959 och laget lyckades vinna det första mästerskapet. När laget vann fem cuper under en säsong 1967/1968 satte klubben återigen ett rekord. 103 mål gjordes säsongen 1988/1989 och blev ett rekord som fortfarande inte är slaget. Fenerbahçes målvakt Rüstü blev 2002 vald till årets målvakt i en röstning som gjordes av UEFA. 
Fenerbahçes legendspelare Can Bartu är den första och enda som har spelat för turkiska basket- och fotbollslandslag, och blev den första turkiska spelaren utomlands 1961 när han köptes från Fenerbahçe till italienska Fiorentina.
1967 vann laget den första internationella cupen för Turkiet, Balkancupen. Fenerbahçe var det första turkiska laget att nå en kvartsfinal i Cupvinnar-cupen, 1963/64. Samtidigt landets första deltagande i denna cup samt UEFA-cupen och tog landets första matchvinst i båda turneringarna.
Den första Champions League-matchen utanför Europa spelades på klubbens hemmaarena, som är landets genom tiderna enda femstjärniga av UEFA. Arenan rymmer omkring 55 000 personer. 
Turkisk fotboll domineras av de så kallade tre stora lagen (Üç Büyükler på turkiska); Fenerbahçe, Galatasaray SK och Beşiktaş. De tre lagen är de enda som kontinuerligt spelat i högstaligan sedan den startade 1959.

## Placering senaste säsonger
| Säsong  | Nivå | Liga      | Placering | Referens | Notering |
| ------- | ---- | --------- | --------- | -------- | -------- |
| 2016/17 | 1    | Süper Lig | 3         | [ 2 ]    |          |
| 2017/18 | 1    | Süper Lig | 2         | [ 3 ]    |          |
| 2018/19 | 1    | Süper Lig | 6         | [ 4 ]    |          |
| 2019/20 | 1    | Süper Lig | 7         | [ 5 ]    |          |
| 2020/21 | 1    | Süper Lig | 3         | [ 6 ]    |          |
| 2021/22 | 1    | Süper Lig | 2         | [ 7 ]    |          |
| 2022/23 | 1    | Süper Lig | 2         | [ 8 ]    |          |
| 2023/24 | 1    | Süper Lig | 2         | [ 9 ]    |          |

## Spelare

### Spelartrupp
| 13 | Turkiet | Oytun Özdoğan  | 16 juni 1998  | Fenerbahçe       |
| 35 | Turkiet | Harun Tekin    | 17 juni 1989  | Bursaspor (-18)  |
| 54 | Turkiet | Erten Ersu     | 21 april 1994 | Fenerbahçe       |
| 98 | Turkiet | Altay Bayındır | 14 april 1998 | Ankaragücü (-19) |

| 2  | Guinea  | Simon Falette      | 18 februari 1992 | Eintracht Frankfurt (-20) |
| 3  | Turkiet | Hasan Ali Kaldirim | 9 december 1989  | Kayserispor (-12)         |
| 4  | Chile   | Mauricio Isla      | 12 juni 1988     | Cagliari (-17)            |
| 15 | Turkiet | Serdar Aziz        | 23 oktober 1990  | Galatasaray (-19)         |
| 18 | Turkiet | Sadık Çiftpınar    | 1 januari 1993   | Yeni Malatyaspor (-19)    |
| 28 | Turkiet | Murat Sağlam       | 10 april 1998    | VfL Wolfsburg (-19)       |
| 41 | Turkiet | Ömer Çakı          | 14 januari 2000  | Fenerbahçe                |
| 63 | Turkiet | Deniz Yılmaz       | 12 januari 2000  | Fenerbahçe                |

| 5  | Turkiet       | Emre Belözoğlu     | 7 september 1980 | İstanbul Başakşehir (-19) |
| 6  | Tyskland      | Tolgay Arslan      | 16 augusti 1990  | Beşiktaş (-19)            |
| 7  | Turkiet       | Ozan Tufan         | 23 mars 1995     | Bursaspor (-15)           |
| 8  | Turkiet       | Mehmet Ekici       | 25 mars 1990     | Trabzonspor (-17)         |
| 14 | Turkiet       | Tolga Ciğerci      | 23 mars 1992     | Galatasaray (-18)         |
| 16 | Nederländerna | Ferdi Kadıoğlu     | 7 oktober 1999   | NEC (-18)                 |
| 17 | Marocko       | Nabil Dirar        | 25 februari 1986 | AS Monaco (-17)           |
| 20 | Brasilien     | Luiz Gustavo       | 23 juli 1987     | Marseille (-19)           |
| 21 | Slovenien     | Miha Zajc          | 1 juli 1994      | Empoli (-19)              |
| 23 | Turkiet       | Deniz Türüç        | 29 januari 1993  | Kayserispor (-19)         |
| 24 | Kap Verde     | Garry Rodrigues    | 27 november 1990 | Al-Ittihad (-19)          |
| 25 | Brasilien     | Jailson            | 7 september 1995 | Grêmio (-18)              |
| 26 | Turkiet       | Alper Potuk        | 8 april 1991     | Eskişehirspor (-13)       |
| 52 | Turkiet       | Muhammed Gümüşkaya | 1 januari 2001   | Fenerbahçe                |

| 22 | Schweiz | Michael Frey   | 19 juli 1994    | FC Zurich (-18)       |
| 13 | Ecuador | Enner Valencia | 4 november 1989 | Tigres (-17)          |
| 27 | Senegal | Mame Thiam     | 9 oktober 1992  | Kasımpaşa SK (-19)    |
| 29 | Turkiet | Sinan Gümüş    | 15 januari 1994 | Caykur Rizespor (-19) |

### Utlånade spelare
| Nr | Land | Pos | Namn |
| -- | ---- | --- | ---- |

### Kända spelare genom åren
- Ariel Ortega
- Elvir Baljic
- Elvir Bolic
- Önder Turacı
- André Santos
- Washington
- Alex de Souza
- Fabio Bilica
- Fabio Luciano
- Cristian Baroni
- Gökçek Vederson
- Fabiano
- Roberto Carlos
- Brian Steen Nielsen
- Jes Høgh
- Dalian Atkinson
- Nicolas Anelka
- Stephen Appiah
- Yaw Preko
- Haim Revivo
- Henri Bienvenu
- Pierre Webó
- Milan Rapaić
- Dirk Kuyt
- Pierre van Hooijdonk
- Robin van Persie
- Emmanuel Emenike
- Uche Okechukwu
- Jay Jay Okocha
- Joseph Yobo
- Viorel Moldovan
- Bruno Alves
- Raul Meireles
- Abdoulaye Ba
- Issiar Dia
- Mamadou Niang
- Moussa Sow
- Zoran Mirković
- Lazar Marković
- Mateja Kezman
- Miloš Krasić
- Miroslav Stoch
- Dani Güiza
- Kennet Andersson
- Samuel Holmén
- Cihat Arman
- Lefter Küçükandonyadis
- Can Bartu
- Cemil Turan
- Mert Gönuk
- Selçuk Yula
- Oğuz Çetin
- Onur Karakabak
- Selçuk Şahin
- Ziya Şengül
- Engin Verel
- Erdoğan Şenay
- Rıdvan Dilmen
- Aykut Kocaman
- Rüştü Reçber
- Tanju Çolak
- Tuncay Şanlı
- Emre Belözoglu
- Caner Erkin
- Serdar Kesimal
- Mehmet Topuz
- Gökay Iravul
- Gökhan Gönül
- Michal Kadlec
- Robert Enke
- Toni Schumacher
- Diego Lugano

## Meriter
- Turkiska mästare (19):  1959, 1960-61, 1963-64, 1964-65, 1967-68, 1969-70, 1973-74, 1974-75, 1977-78, 1982-83, 1984-85, 1988-89, 1995-96, 2000-01, 2003-04, 2004-05, 2006-2007, 2010-2011, 2013-2014[1]
  - Tvåa (21): 1959-1960, 1961-62, 1966-67, 1970-71, 1972-73, 1975-76, 1976-77, 1979-80, 1983-84, 1989-90, 1991-92, 1993-94, 1997-98, 2001-02, 2005-2006, 2007-2008, 2009-2010, 2011-2012, 2012-2013, 2014-15, 2015-16
- Cupmästare (6):  1967-68, 1973-74, 1978-79, 1982-83 2011-2012, 2012-2013[1]
  - Tvåa (10): 1963, 1965, 1989, 1996, 2001, 2005, 2006, 2009, 2010, 2016
- Balkans Cup:
  - Vinnare (1): 1966-1967
- Atatürk Cup:
  - Vinnare (2): 1964, 1998
- President Cup:
  - Vinnare (9): 1968, 1973, 1975, 1984, 1985, 1990, 2007, 2009, 2014
- Chancellor Cup:
  - Vinnare (8): 1945, 1946, 1950, 1973, 1980, 1988, 1992, 1998
- TSYD Cup:
  - Vinnare (12): 1969, 1973, 1975, 1976, 1978, 1979, 1980, 1982, 1985, 1986, 1994, 1995
- Turkiska mästerskapet:
  - Vinnare (3): 1932-33, 1934-35, 1943-44
- Istanbul Football League:
  - Vinnare (16): 1911-12, 1913-14, 1914-15, 1920-21, 1922-23, 1929-30, 1932-33, 1934-35, 1935-36, 1936-37, 1943-44, 1946-47, 1947-48, 1952-53, 1956-57, 1958-59
- Istanbul Cup:
  - Vinnare (1): 1944
- Fleet Cup:
  - Vinnare (4): 1982, 1983, 1984, 1985
- Istanbul Shield:
  - Vinnare (4): 1930, 1934, 1938, 1939
- National Heap:
  - Vinnare (6): 1936-37, 1939-40, 1942-43, 1944-45, 1945-46, 1949-50
- Spor-Toto Cup:
  - Vinnare (1): 1967
- General Harrington Cup:
  - Vinnare : 1923[11]